# ۵۴۰ (میلادی)
۵۴۰ (میلادی) پانصد و چهلمین سال تقویم میلادی است.

## رویدادها
- ژوئن - تسخیر شهر انطاکیه به دست خسرو انوشیروان، پادشاه ساسانی.

## زادگان
- گرگوری یکم، از پاپ‌های کلیسای کاتولیک رم (تاریخ تقریبی)

## درگذشتگان
‎